# مانيون (لا كرونيا)
بلدية مانيون (بالإسبانية: Mañón)‏، هي إحدى بلديات مقاطعة لا كرونيا إحدى مقاطعات إسبانيا، و التي تقع في منطقة جليقية شمال غرب إسبانيا.
يبلغ عدد سكانها 1.898 نسمة وفقاً لإحصائية سنة (2002).